# SOS Racisme Catalunya
SOS Racisme Catalunya és una ONG amb seu a Barcelona, fundada l'any 1989, en defensa dels drets humans des de l'acció antiracista. Independent, democràtica, de base, pluriètnica, progressista; mitjançant la no-violència activa, reivindica l'erradicació completa del racisme i la xenofòbia en tots els àmbits de la societat i en tots els estrats socials. Igualment denuncia qualsevol vulneració de drets fonamentals, i treballa per un model de societat que estableixi la igualtat de drets i d'oportunitats, universalitzant així el concepte de ciutadania. A més, pretén difondre el discurs antiracista a Catalunya com un element més en la lluita en defensa dels drets humans.

## Història
Un primer intent d'organitzar una associació de SOS Racisme a Catalunya té data el 1985-1986. Després de la creació a França de la primera associació de SOS Racisme, a Barcelona un grup de persones procedents de les organitzacions juvenils d'esquerres, es van reunir amb el projecte d'organitzar una iniciativa semblant a la francesa. La idea s'emmarcava en un projecte d'expansió de SOS Racisme des de la primera experiència francesa a la resta de països europeus.
El primer intent de la fundació de SOS Racisme del bienni 1985/1986 a l'estat espanyol no va tenir sort: en efecte, el projecte no va saber agregar un grup de persones altament motivades pels continguts del projecte. Més aviat, durant les reunions de treball les discussions se centraven en aspectes de competències entre els diferents grups polítics d'esquerres que es trobaven participant en el procés.
Després del fracàs del primer intent, el 1989 es va aconseguir fundar a Barcelona la primera associació de SOS Racisme de l'Estat espanyol: SOS Racisme Catalunya. El projecte fou impulsat en un primer moment per un petit grup molt heterogeni de persones lligades per l'interès de crear un referent associatiu antiracista en una societat catalana que començava a transformar-se en societat d'acollida de noves migracions.
Després d'una primera època sense despertar un interès gaire particular —ja que en aquests anys a Catalunya el racisme no era un tema que preocupés particularment la societat civil, així com tampoc es podia considerar un assumpte de rèdits polítics per als partits catalans—, la proposta va trobar una acollida favorable en el Centre d'Informació per a treballadors i treballadores estrangers del sindicat Comissions Obreres (CITE-CCOO). La incorporació de persones vinculades a aquest sindicat va donar l'impuls definitiu a la iniciativa; i a partir d'aquí, amb la consigna d'independència política, es va consolidar definitivament el projecte de SOS Racisme com a associació antiracista catalana.

## Accions i activitats
L'acció de SOS Racisme-Catalunya es basa en la denúncia, la sensibilització, la conscienciació i la mobilització ciutadanes per tal de reduir els espais del racisme i els seus efectes individuals i col·lectius.
Per dur a terme aquests objectius, els membres actius de l'associació han participat o participen en:
- "Feixisme, mai més". El 30 de novembre de 1992, SOS Racisme va organitzar una manifestació —el lema de la qual va ser "Feixisme, mai més"— per a condemnar les agressions a persones immigrants des de l'assassinat de la dona d'origen dominicà Lucrecia Pérez en el barri residencial de Aravaca (Madrid). La manifestació va mobilitzar milers de persones a Barcelona, 100 000 segons l'opinió de SOS Racisme. En aquell moment va ser una de les manifestacions més grans viscudes en la capital catalana des de feia anys, i sense cap mena de dubte va ser la mobilització més multitudinària de les que hi havia hagut fins a aquell moment contra el racisme tant a Barcelona com en la resta d'Espanya. Aquest acte va suposar el salt mediàtic definitiu per a l'associació.

- La Festa de la Diversitat: durant 11 anys, SOS Racisme ha organitzat a Barcelona la "Festa de la Diversitat"; la iniciativa pretenia conscienciar la ciutadania sobre la necessitat de lluitar contra la xenofòbia i la discriminació. En la Festa de la Diversitat van arribar a participar cada any un centenar d'entitats i ONGs catalanes, amb l'objectiu de donar a conèixer altres cultures, altres formes de pensar i sensibilitzar el públic sobre el tema dels drets humans i de la cooperació internacional. El programa de la Festa acollia debats sobre els drets de les persones immigrants, l'augment de l'extrema dreta a Europa, el racisme en la vida quotidiana i la problemàtica dels menors no acompanyats. Artistes com Ojos de Brujo, Macaco, Jarabe de Palo i Pedro Guerra van participar en els concerts de la Festa, esdeveniment que fins que va durar es va convertir en "la Festa de primavera" de Barcelona.[5][6]

- Oficina d'Informació i Denúncies (OID). És un servei gratuït que, des del 1992, ofereix atenció integral a les persones o col·lectius que han estat víctimes d'agressions o discriminacions racistes.[7]

- Nuclis de Transformació i Participació (NTP). Són la forma organitzativa de l'entitat per vertebrar i enfortir l'acció de denúncia del racisme sempre amb la finalitat de ser més útils socialment a partir del treball de base de les persones activistes de l'associació. Cada nucli duu a terme unes accions de denúncia, investigació i intervenció centrades en una temàtica concreta, com les discriminacions en l'accés a l'habitatge, les desigualtats i el racisme vers els fills i filles de persones immigrades o els Centres d'Internament d'Estrangers (CIE), entre d'altres.

- "1IGUAL1. Tothom ciutadà". Campanya pel dret al vot de les persones immigrades[8]

- "Murs: trenquem tòpics per la convivència". Campanya que ofereix una mirada crítica i transformadora als prejudicis envers la població immigrada i les actituds discriminatòries que se’n deriven.

- Laboratori Anti-racista. Espai d'intercanvi d'experiències i participació on els joves tinguin la paraula i ens puguin mostrar com participen i quines són les seves preocupacions, donant-los un altaveu per fer-ho públic i veure com s'aproximen les seves realitats al moviment antiracista.

- Diàlegs Anti-racistes: SOS Racisme ha dissenyat un espai obert al conjunt de la ciutadania de debat, discussió, participació i proposta.[9]

- Prouracisme.org Finestra digital a l'actualitat antiracista així com una plataforma per la denúncia del racisme i la defensa dels Drets Humans, que es construeix mitjançant la participació ciutadana.[10]

## Llista de presidents
- Beatriu Guarro Picart (2014-2022)[11]
- Cheikh Drame (2022-)[11]